# Ole Öhman
Ole Öhman, även känd som Bone eller Bone W. Machine, född 13 oktober 1973 i Strömstad, är en svensk musiker som har spelat trummor i industrial metal-bandet Deathstars. Han slutade i bandet 2011.
Ole Öhman har även spelat trummor för death metal-bandet Dissection och doom/black metal-bandet Ophthalamia.